# Parafia Najświętszego Serca Jezusowego w Skarżysku-Kamiennej
Parafia Najświętszego Serca Jezusowego w Skarżysku-Kamiennej – rzymskokatolicka parafia w Skarżysku-Kamiennej, należąca do dekanatu skarżyskiego w diecezji radomskiej.

## Historia
Krzyż i plac pod budowę zostały poświęcone 20 maja 1906. Kamień węgielny poświęcił 13 września 1908 ks. Antoni Krawczyński, dziekan iłżecki, a fundamenty w tym samym roku poświęcił bp. Marian Ryx. Budowa została zakończona w 1923. Dwa lata później zbudowano wieże. Parafia została erygowana 1 stycznia 1925 przez bpa Mariana Józefa Ryxa. Kościół został konsekrowany 20 maja 1933 przez bpa Włodzimierza Jasińskiego. Świątynia była odnawiana w 1956 i 1987.

## Kościół
Kościół pod wezwaniem Najświętszego Serca Jezusowego w Skarżysku-Kamiennej – wybudowany w 1923 według projektu arch. Józefa Dziekońskiego z Warszawy. Kościół jest w stylu neogotyckim, jest budowlą trzynawową z transeptem, wspartą na czterech filarach i dwóch półfilarach, posiada sklepienia krzyżowe, od frontonu ma dwie wysokie wieże. Jest zbudowany z kamienia i cegły.

## Zasięg parafii
Ulice: Akacjowa, Apteczna, Brzozowa, Górnicza, Jaworowa, Jesionowa (nry parzyste), Klonowa (nry parzyste), Konarskiego, Konopnickiej, Krasińskiego, Mickiewicza, Moniuszki, Niepodległości (nr 57–99), Norwida, Okrzei, Orkana, Paryska, Piłsudskiego (nry parzyste), Plac Floriański, Południowa, Powstańców Warszawy, Prusa, Sikorskiego, Słowackiego, Sporna, Topolowa, Traugutta, Tysiąclecia, Żeromskiego (nr 1–43, 2–54).

## Proboszczowie
- 1945–1957 – ks. Stanisław Kozłowski
- 1957–1979 – ks. Jan Oracz
- 1979–1992 – ks. Henryk Nowakowski
- 1992–1998 – ks. kan. Władysław Nowak
- 1998–2006 – ks. prał. Franciszek Tadeusz Borowski[1]
- od 2006 – ks. kan. Jan Kularski

Służba Liturgiczna Ołtarza
- Lektorzy CZC
- Ministranci
- Schola parafialna